# Calcium, New York
Calcium är en census-designated place i Jefferson County i delstaten New York. Vid 2010 års folkräkning hade Calcium 3 491 invånare.